# Silke Müller
Silke Müller (ur. 18 lutego 1987 r. w Hanowerze) – niemiecka wioślarka.

## Osiągnięcia
- Mistrzostwa Świata – Poznań 2009 – czwórka bez sternika – 5. miejsce[1].